# Знаменов, Вадим Валентинович
Вади́м Валенти́нович Знаменов (17 декабря 1936, Ленинград — 24 февраля 2020, Санкт-Петербург) — советский, российский историк; генеральный директор Государственного музея-заповедника «Петергоф» (1974—2008). Заслуженный работник культуры РСФСР (1986).

## Биография
Родился 17 декабря 1936 года в Ленинграде.
Окончив в 1963 году исторический факультет Ленинградского государственного университета, работал в туристской отрасли. С 1965 года работал в Государственном музее-заповеднике «Петергоф»: главный хранитель, генеральный директор (1974—2008), президент (с 2009).
При его личном участии и под его руководством восстановлены Большой каскад, дворцы Нижнего парка и Александрии и другие утраченные в годы войны памятники, созданы музеи «Банный корпус Монплезира», «Кухонный корпус», «Мыльня для кавалеров», «Особая кладовая», «Музей фонтанного дела», «Музей игральных карт», «Музей семьи Бенуа», музей "Царицын и Ольгин павильоны" в Колонистском парке.
Член Всемирного клуба петербуржцев с 1995 года. Член президиума Российского комитета музеев (ICOM), президент Санкт-Петербургского фонда ICOM. Входил в состав Совета при Президенте Российской Федерации по культуре и искусству (2006—2011).
Умер 24 февраля 2020 года в Санкт-Петербурге. Похоронен на Бабигонском кладбище Петергофа.

### Семья
Жена; дочь.

## Научная деятельность
Автор книг и публикаций в России и за рубежом о музее-заповеднике.

### Избранные труды
- Голдовский Г. Н., Знаменов В. В. Дворец Монплезир в Нижнем парке Петродворца : [Путеводитель]. — 2-е изд., испр. и доп. — Л. : Лениздат, 1981. — 87 с.
- Гуревич И. М., Мясоедова Е. Г., Знаменов В. В. Большой петергофский дворец : [Путеводитель]. — Л. : Лениздат, 1979. — 167 с.
- Знаменов В. В., Тенихина В. М. Эрмитаж — павильон-музей XVIII века в Нижнем парке Петродворца [Путеводитель]. — Л. : Лениздат, 1973. — 63 с.
- Петродворец. Коттедж : [Альбом / Авт. вступ. ст. и сост. В. М. Тенихина ; Авт. аннот. и атрибуции В. В. Знаменов]. — [63] с.
- Vernova N. V., Znamenov V. V. Exposition des trésors des Palais impériaux de Peterhof : [catalogue de l’Exposition, Marseille, du 4 novembre au 17 novembre 1991]. — Moscou ; Marseille: MBC intern., 1991. — [18] p.
- Vernova N. V., Znamenov V. V. Peterhof : [300 years] / [translated from the Russian by V. Fateyev]. — St Petersburg: Abris, 2008. — 159 p. — (Almanac: Treasures of Russia; iss. 63)

## Награды
- орден «За заслуги перед Отечеством» III степени (15.12.2006) — за большой вклад в развитие отечественного музейного дела, сохранение историко-культурного наследия[10]
- орден «За заслуги перед Отечеством» IV степени (02.05.1996) — за заслуги перед государством, многолетнюю плодотворную деятельность в области культуры и искусства[11]
- орден Дружбы народов (07.08.1981)
- медаль «За трудовую доблесть» (26.11.1973)
- Офицер орден Заслуг перед Республикой Польша (05.06.2008, Польша) — за выдающийся вклад в развитие польско-российского сотрудничества[12][4]
- Заслуженный работник культуры РСФСР (13.03.1986) — за заслуги в области советской культуры и многолетнюю плодотворную работу[13]
- Благодарность Президента Российской Федерации (12.01.2009) — за большой вклад в развитие отечественного музейного дела и многолетнюю плодотворную работу[14]
- Почётный гражданин города Петродворца (1996)

## Память
В 2023 году сквер в Петергофе, между Калининской улицей, Красным прудом и Лихардовской улицей, был назван сквером Знаменова.